# Kerikeri River (Waikato)
Der Kerikeri River ist ein Fluss in der Region Waikato auf der Nordinsel von Neuseeland.

## Geographie
Der Kerikeri River entspringt rund 1 km nordnordöstlich der kleinen Siedlung Ruakiwi und rund 4 km nordnordwestlich des Arms Te Kotuku Creek des Whaingaroa Harbour. Von dort fließt der noch junge Fluss nach rund 500 m nördlich Richtung nach Osten, um dann nach einer größeren nach Süden ausgebuchteten Schleife in südsüdöstlich Richtung bis zur Mündung in einen Arm des Whaingaroa Harbour östlich des Arms des Tawathahi River zu fließen. Der kleine Fluss besitzt eine Gesamtlänge von rund 8 km.

## Geschichte
Seit etwa 1870 betrieben Sam und Tom Wilson eine von einem Wasserrad angetriebene Flachsmühle am Fluss. Ein großer Teil des natürlichen Busches wurde zwischen 1910 und 1920 für die Landwirtschaft gerodet.